# Theretra samoana
Theretra samoana är en fjärilsart som beskrevs av Gehlen. 1941. Theretra samoana ingår i släktet Theretra och familjen svärmare. Inga underarter finns listade i Catalogue of Life.